# Elisejna
Elisejna (bułg. Елисейна) – wieś w Bułgarii, w obwodzie Wraca, w gminie Mezdra. Według danych szacunkowych Ujednoliconego Systemu Ewidencji Ludności oraz Usług Administracyjnych dla Ludności, 15 września 2023 roku miejscowość liczyła 307 mieszkańców.

## Zabytki
Do zabytku zaliczany jest ikonostas świątyni „Św. Elizeusza” rzemieślników debyrskoch z rodu Filipowów.

## Instytucje
We wsi funkcjonuje czitaliszte „Christo Botew 1927”.